# Účetní jednotka
Účetní jednotka je subjekt, který má povinnost vést účetnictví.

## Přehled subjektů, které jsou účetními jednotkami v České republice
Podle českého zákona o účetnictví musí vést účetnictví:
- a) právnické osoby, které mají sídlo na území České republiky
- b) zahraniční právnické osoby a zahraniční jednotky, které jsou podle právního řádu, podle kterého jsou založeny nebo zřízeny, účetní jednotkou nebo jsou povinny vést účetnictví, pokud na území České republiky podnikají nebo provozují jinou činnost podle zvláštních právních předpisů,
- c) organizační složky státu
- d) fyzické osoby, které jsou jako podnikatelé zapsány v obchodním rejstříku
- e) ostatní fyzické osoby, které jsou podnikateli, pokud jejich obrat podle zákona o dani z přidané hodnoty, včetně plnění osvobozených od této daně, jež nejsou součástí obratu, v rámci jejich podnikatelské činnosti přesáhl za bezprostředně předcházející kalendářní rok částku 25 000 000 Kč, a to od prvního dne kalendářního roku,
- f) ostatní fyzické osoby, které vedou účetnictví na základě svého rozhodnutí,
- g) ostatní fyzické osoby, které jsou podnikateli a jsou společníky sdruženými ve společnosti, pokud alespoň jeden ze společníků sdružených v této společnosti je osobou uvedenou v písmenech a) až f) nebo h) až l),
- h) ostatní fyzické osoby, kterým povinnost vedení účetnictví ukládá zvláštní právní předpis,
- i) svěřenské fondy podle občanského zákoníku,
- j) fondy obhospodařované penzijní společností podle zákona upravujícího důchodové spoření a podle zákona upravujícího doplňkové penzijní spoření,
- k) investiční fondy bez právní osobnosti podle zákona upravujícího investiční společnosti a investiční fondy.
- l) ty, kterým povinnost sestavení účetní závěrky stanoví zvláštní právní předpis nebo které jsou účetní jednotkou podle zvláštního právního předpisu.

Některé fyzické osoby, které jsou podnikateli, mohou vést místo účetnictví daňovou evidenci.

## Kategorie účetních jednotek v České republice
Účetní jednotky se dělí na mikro, malou, střední a velkou účetní jednotku. Podle zatřídění do příslušné kategorie jsou některé účetní jednotky osvobozeny od určitých povinností vyplývajících ze zákona o účetnictví.

### Mikro účetní jednotky
Mikro účetní jednotkou je ta, která k rozvahovému dni nepřekračuje alespoň 2 z uvedených hraničních hodnot:
- a) aktiva celkem 9 000 000 Kč,
- b) roční úhrn čistého obratu 18 000 000 Kč,
- c) průměrný počet zaměstnanců v průběhu účetního období 10.

Mikro účetní jednotka není povinna sestavovat přehled o peněžních tocích a přehled o změnách vlastního kapitálu, nemá povinnost mít účetní závěrku ověřenou auditorem, nemusí zveřejňovat výkaz zisku a ztráty, pokud jí tuto povinnost nestanoví zvláštní právní předpis, ale musí i tak tento výkaz sestavit. Nemá také povinnost oceňovat vybraná aktiva na reálnou hodnotu.

### Malé účetní jednotky
Malou účetní jednotkou je ta, která není mikro účetní jednotkou a k rozvahovému dni nepřekračuje alespoň 2 z uvedených hraničních hodnot:
- a) aktiva celkem 100 000 000 Kč,
- b) roční úhrn čistého obratu 200 000 000 Kč,
- c) průměrný počet zaměstnanců v průběhu účetního období 50.

Malá účetní jednotka není povinna sestavovat přehled o peněžních tocích a přehled o změnách vlastního kapitálu, nemusí zveřejňovat výkaz zisku a ztráty, pokud jí tuto povinnost nestanoví zvláštní právní předpis, ale musí i tak tento výkaz sestavit. Obvykle nemá povinnost mít účetní závěrku ověřenou auditorem.

### Střední účetní jednotky
Střední účetní jednotkou je ta, která není mikro účetní jednotkou ani malou účetní jednotkou a k rozvahovému dni nepřekračuje alespoň 2 z uvedených hraničních hodnot:
- a) aktiva celkem 500 000 000 Kč,
- b) roční úhrn čistého obratu 1 000 000 000 Kč,
- c) průměrný počet zaměstnanců v průběhu účetního období 250.

Střední účetní jednotka má povinnost ověřování účetní závěrky auditorem. Účetní jednotka, která má povinnost mít účetní závěrku ověřenou auditorem, je povinna vyhotovit výroční zprávu.

### Velké účetní jednotky
Velkou účetní jednotkou je ta, která k rozvahovému dni překračuje alespoň 2 hraniční hodnoty pro střední účetní jednotku. Za velkou účetní jednotku se vždy považuje:
- a) subjekt veřejného zájmu, který je:[13]
  - a) účetní jednotka, která je obchodní společností a je emitentem investičních cenných papírů přijatých k obchodování na evropském regulovaném trhu,
  - b) banka nebo spořitelní a úvěrní družstvo,
  - c) pojišťovna nebo zajišťovna,
  - d) penzijní společnost,
  - e) zdravotní pojišťovna,
  - f) systémově významným obchodník s cennými papíry,
- b) vybraná účetní jednotka, kterou je:[14]
  - organizační složka státu,
  - státní fond podle rozpočtových pravidel,
  - územní samosprávný celek,
  - dobrovolný svazek obcí,
  - příspěvková organizace.
  - zdravotní pojišťovna.

Velká účetní jednotka má povinnost ověřování účetní závěrky auditorem, s výjimkou vybraných účetních jednotek, které nejsou subjekty veřejného zájmu. Účetní jednotka, která má povinnost mít účetní závěrku ověřenou auditorem, je povinna vyhotovit výroční zprávu.